# Alphonse Poaty-Souchlaty
Alphonse Poaty-Souchlaty (Diosso, 25 marzo 1941 – Parigi, 24 ottobre 2024) è stato un politico della Repubblica del Congo, Primo ministro dall'agosto 1989 al dicembre 1990.

## Biografia
Esponente del Partito Congolese del Lavoro, si candidò come indipendente alle elezioni presidenziali del 1992 ottenendo lo 0,3% dei voti.